# Sociedade Protetora dos Animais
A Sociedade Protetora dos Animais é uma associação sem fins lucrativos fundada a 28 de Novembro de 1875 ,  que têm como missão a proteção dos animais, localizada no Alto do Pina, em Lisboa.
A sede da Sociedade Protetora dos Animais está localizada na Avenida Afonso Costa, número 36, em Lisboa.
A Sociedade Protetora dos Animais foi fundada a 28 de Novembro de 1875, tendo sido pioneira na criação de uma associação de proteção animal em Portugal. Esta associação foi criada com o propósito de não apenas proteger os animais de companhia, mas com o intuito de proteger todos os animais. A Sociedade Protetora dos Animais, ao longo dos seus vários anos de existência, denunciou situações de abuso e maus-tratos a animais  na cidade de Lisboa, como as touradas no Campo Pequeno e os maus-tratos sobre os burros de carga usados na capital naquela época. No dia 4 de dezembro de 1971 a RTP1, lançou um programa sobre o propósito e a origem da Sociedade Protetora dos Animais num programa com autoria de Ruy Ferrão, denominado ``Sabes?´´.
Na atualidade, a Sociedade Protetora dos Animais ainda promove e defende os direitos dos animais, lutando pela criação de legislação que permita que todos os animais sejam protegidos. Esta associação trata-se de uma sociedade sem fins lucrativos e de Utilidade Pública, que sobrevive através de quotas pagas pelos seus sócios e por donativos. 
A Sociedade Protetora dos Animais têm como principal missão a proteção dos direitos dos animais, o apoio a animais abandonados e em risco, e o auxílio a outras organizações. A Associação têm como objetivo a proteção animal através do acompanhamento de casos de denuncia de abandono, negligência e maus tratos a animais.
- Diploma de Menção Honrosa da Exposição Internacional de Paris, em 1873.[1]
- Medalha de Cobre da Sociedad Madrileña de los Animales y de las Plantas, em 1880.[1]
- Medalha de Prata da Sociedad Madrilenã Protectora de los Animales y de las Plantas, em 1881.[1]
- Grande Diploma de Honra da Exposição da Imprensa, em 1898.[1]
- Diploma de Benemerência da Sociéte Torinese Protettrice degli Animali, em 1910.[1]
- Medalha de Vermeil da Société Havraise de Protection des Animaux, em 1915.[1]
- Medalha de Cobre da Société Genevoise pour la Protection des Animaux, em 1915.[1]
- Sócia Honorária da Associação de Bombeiros Voluntários Lisbonenses, em 1916.[1]
- Comendador da Ordem de Benemerência, em 1935.[1]